# José Muguerza
José Muguerza Anitúa (Éibar, 15 de septiembre de 1911-Ciudad de México, 23 de octubre de 1984) fue un futbolista español. Era el tío del también eibarrés y futbolista internacional José Eulogio Gárate. Casado con Rosario Juaristi, con quien tuvo un hijo, de nombre José Miguel y una hija de nombre María del Rosario.

## Biografía
Nació en Éibar. Comenzó jugando en la Unión Deportiva Eibar. El 3 de febrero de 1929 fue fichado por el Athletic Club. En el equipo vasco fue titular indiscutible hasta 1936, año en que estalló la Guerra Civil. Disputó un total de 231 partidos, un número muy alto para la época.
Durante la guerra, se unió a la selección vasca que compitió en Europa y México. Finalmente, se quedó a vivir a México. Allí llegó a ser el director técnico del equipo mexicano Asociación Deportiva Monterrey, A.C. en la temporada 1952-53. 

## Selección nacional
Fue 9 veces internacional con la selección española. Debutó el 14 de junio de 1930 ante Checoslovaquia. Fue convocado para el Mundial de 1934 celebrado en Italia, donde fue titular.

## Clubes
| Club          | País   | Año       |
| ------------- | ------ | --------- |
| Athletic Club | España | 1928-1936 |

## Palmarés

### Campeonatos regionales
| Título                         | Club          | País   | Año  |
| ------------------------------ | ------------- | ------ | ---- |
| Campeonato Regional de Vizcaya | Athletic Club | España | 1929 |
| Campeonato Regional de Vizcaya | Athletic Club | España | 1931 |
| Campeonato Regional de Vizcaya | Athletic Club | España | 1932 |
| Campeonato Regional de Vizcaya | Athletic Club | España | 1933 |
| Campeonato Regional de Vizcaya | Athletic Club | España | 1934 |
| Copa Vasca                     | Athletic Club | España | 1935 |

### Campeonatos nacionales
| Título                          | Club          | País   | Año  |
| ------------------------------- | ------------- | ------ | ---- |
| Liga Española                   | Athletic Club | España | 1930 |
| Copa del Rey                    | Athletic Club | España | 1930 |
| Liga Española                   | Athletic Club | España | 1931 |
| Copa Presidente de la República | Athletic Club | España | 1931 |
| Copa Presidente de la República | Athletic Club | España | 1932 |
| Copa Presidente de la República | Athletic Club | España | 1933 |
| Liga Española                   | Athletic Club | España | 1934 |
| Liga Española                   | Athletic Club | España | 1936 |